# Radio Béjaïa
Pour les articles homonymes, voir Soummam (homonymie).
Radio Béjaïa (en kabyle : Rradyu n Bgayet/راديو ن بڤايّت)

Radio Soummam (en kabyle : Rradyu n Ṣṣumam/راديو ن صومام), est une station de radio locale algérienne appartenant à la Radio algérienne. Elle a commencé à émettre le 19 août 1996, à la suite de la décision de l'État algérien de doter les wilayas et régions d'Algérie de radios locales.

## Description

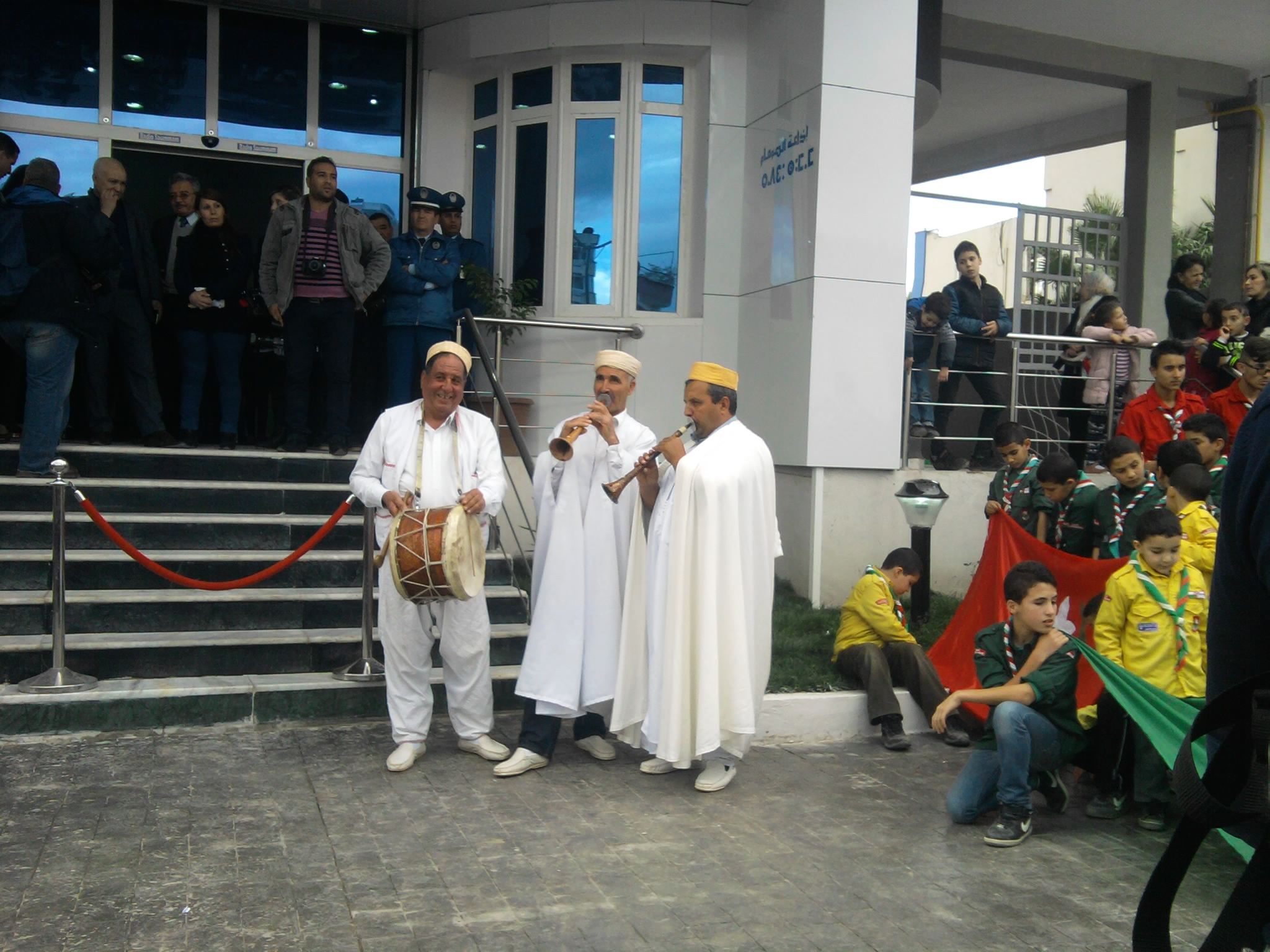
Inauguration du nouveau siège de radio Soummam

La Radio Soummam qui occupait les locaux de l'ancien Musée de la capitale des Hammadites dans un site panoramique qui donne directement sur le port de la ville et la Méditerranée s'est dotée d'un nouveau siège, inauguré le 12 janvier 2016 situé boulevard Krim Belkacem.
La Radio Soummam propose quotidiennement à ses auditeurs une vingtaine de rendez-vous d'information traitant de tous les sujets en rapport direct avec le citoyen dans différents domaines. 
Elle est une source d'informations et de divertissements radiophonique suivie par des milliers d'auditeurs qui suivent et interviennent souvent sur les ondes. La Radio propose quotidiennement à ses auditeurs une vingtaine de rendez-vous d'informations locales.

## Rédaction
Elle est constituée d'une dizaine de jeunes journalistes dont des reporters, des présentateurs et une dizaine de correspondants répartis dans les différentes localités de la région de Béjaia.La rédaction, entièrement informatisée et reliée à l'Internet, propose aux milliers d'auditeurs pas moins de dix huit rendez-vous d'information entre flashs, synthèses et journaux parlés auxquels s'ajoute l'invité de la rédaction quotidienne et le magazine d'information hebdomadaire consacré au traitement en profondeur de tous les sujets qui font l'actualité de la région durant la semaine. 
L'équipe de la rédaction
```
produit aussi une dizaine d'émissions hebdomadaires spécialisées en rapport avec l'agriculture, la prévention routière, le forum, l'économie, le développement dans les communes, l'éducation, le sport, les questions juridiques, le consommateur.
```

## Fréquences
- 88.0 MHz : émetteur de Akbou
- 88.7 MHz : émetteur de Akfadou
- 90.9 MHz : émetteur de Yemma Gouraya
- 92.8 MHz : émetteur de Souk El Tenine
- 107.6 MHz : émetteur de Tichy
- 107.7 MHz : émetteur de Akbou
- 102.3 MHz : émetteur de Kherrata

## Équipe

### Directeur
Depuis 1er août 2023, la radio est dirigée par Tahar Abdellaoui 

### Journalistes et rédaction en chef
L'équipe de rédaction est composée du personnel suivants :Mabrouk AitAthmane: rédacteur en chef, Nabila Cheurfa, Arezki Seddaoui, Mohand Cherif Ranbi, Assia Mameri, Ahmed belaidi, Hadi Haddid, Moussa khider.

## Programmes
La radio couvre souvent les matchs de football des clubs locaux à savoir:Olympique Akbou, la JSMB et le MOB et les matchs de volley-ball plus d'autres compétitions. 